# Съпротива (политика)
Вижте пояснителната страница за други значения на Съпротива.
Съпротива се нарича отказът за подчинение или активните опозиционни действия срещу власт (началство) или правителството.
При това е от второстепенно значение, дали властимащия, срещу когото се упражнява съпротива, упражнява господството легално, легитимно или нелегално. Оценки като „справедлива съпротива“, целите и средствата на съпротивата, моралните и правните потребности се предпоставят от гледната точка на говорещия: зависи от кого, на кое място и по кое време се извършва оценката. Съпротивляващият се ще оценява съпротивата винаги различно от този, срещу когото съпротивата е насочена. Последният по правило обаче е властимащият, който същевременно притежава силата за определяне на правото и закона. Съответно съпротивата се намира извън установения ред.

## Контекст и разграничение
Съпротивата като форма на обществено и политически сблъсък се съдържа в политическата култура на Европа още от Античността. В почти всички обществени строеве е съществувал или съществува консенсус, че съпротивата е необходима и легитимна в определени случаи. В конкретните случаи мненията понякога се различават.
Съпротивата се различава от революцията, защото по принцип не е насочена към ново формиране на обществения ред. Така напр. централна цел би могло да бъде възстановяването на старо право или на отменен правен ред. Обаче едно започнало като съпротива движение може да се влее в една революция.

## Цели
Според поставените цели се различават:
1. съпротива, насочена срещу усещаните като несправедливи действия на легална, легитимна или призната власт и целяща възстановяване на право,
2. съпротива, насочена към отстраняване на власт, правителство или нелегален режим.

## Форми
Формите на съпротивата са различни и зависят в голяма степен от господстващите обществени отношения и правила. Така например се прави разлика между пасивна съпротива и активна съпротива, без двете в действителност да се различават.
Форми на съпротивата са например вътрешна емиграция, гражданско неподчинение, мирна съпротива, шеговито партизанство, пряко действие (дайръкт екшън), и насилствени сблъсъци с началството или държавната власт. В случаите на съпротива с насилие пред упражняващите я стои най-често етическа дилема. Стихотворението на Бертолт Брехт „Към потомците“ описва тази дилема с изречението: „Ах, ние, които искахме да подготвим почвата за дружелюбността, ние самите не можехме да бъдем дружелюбни.“ Крайна форма на насилствената съпротива е тероризмът.
Съпротивата може да бъде лично, колективно или йерархически организирана. Организацията на съпротивата в и чрез групи се нарича съпротивително движение.

## Правно, ежедневно и социологическо измерение

### Право на съпротива в Конституцията
→ основна статия: право на съпротива
Правото на съпротива съгласно чл. 20 ал. 4 от Конституцията на Федерална република Германия гарантира на всеки германски гражданин правото да оказва съпротива срещу всекиго, който обезсилва закрепеното в Конституцията свободен демократичен основен ред. В този принцип е въплатена цялата проблематика на правомерността на съпротивата: докато съществува свободен демократичен основен ред, няма правна основа, спрямо която да бъде приложено правото на съпротива; но ако свободният демократичен основен ред бъде суспендиран, право (по смисъла на закона) на съпротива повече няма да има.

### Съпротива като понятие от ежедневието
1. Широко понятие: Съпротива е нападението срещу отношенията на власт и господство, т.е. тя е насочена преди всичко срещу държавата, срещу правителства, срещу всяка форма на авторитет. Тази дефиниция включва всяка форма на анти-действия срещу държавата и началството, от укриването на данъци до тероризма.
2. Общо понятие: „Където неправдата стане право, съпротивата става дълг“ [1] Тази парола, първоначално цитат на Бертолт Брехт, става популярна в началото на 1970-те години в движението против АЕЦ срещу планираната ядрена електроцентрала във Вюл на Кайзерщул. Изречението е толкова общо важимо, че освен социалните движения го използват и Националдемократическата партия на Германия, в сферата на рекламата и Съюзът на данъкоплатците в Германия и по този начин довеждат понятието за съпротива до абсурд.
3. Индивидуално понятие: Съпротивата е възражението на немощния срещу мощния, с утопия за справедливо общество, към каквото трябва да бъдат съизмерими и собствените му действия. При тази дефиниция индивидуалните утопии за справедливо общество и моралът на Всеки се противопоставят на общото схващане за понятието.

### Съпротива като културно-теоретично понятие
Пол Уилис, английски социолог и застъпник на теорията на културата определя съпротивата като недоволство срещу ежедневните и господстващите отношения. Той представя това с пример от младите мъже от работническата класа: Младежите се бунтуват срещу усещаните като несправедливи условия на живот. При това училището е институцията, която внушава в привидно безкласовото общество, че децата на работниците могат да напуснат работническата класа, ако се постараят. Но те отхвърлят училището и се бунтуват срещу господстващите условия и идеологии. Тяхната културна рамка отрича, че образованието дава перспектива за работниците и тяхната ситуация потвърждава това, тя е установена от опита липса на възможности. При това младежите не нападат системата като такава, те не изискват равенство на възможностите, не се борят за налагане на техните дългосрочни интереси. Вместо това те развиват насрещни стратегии, за да потвърдят своята ситуация, например като засилват своята мъжественост чрез сексизъм и расизъм и се противопоставят на образователната система. Така със своите първоначално съпротивителни стратегии те се включват в господстващата система. Тяхната съпротива става тяхно ограничение – те не научават нищо и не променят ситуацията.

## Във философския дискурс

### Мишел Фуко: Съпротивата като нападение срещу отношенията на власт
Мишел Фуко дефинира съпротивата като нападение срещу отношенията на власт и господство, които се движат и утвърждават в същите тези отношения. Оттук той стига до извода, че съпротивата взаимно се обуславя с властта като неин антипод. Отношенията на власт могат да съществуват само при разнообразие на точки на съпротива, те са налични в мрежата на власт както като противници, така и като опорни точки, като пробойни за нападение или мишени.
„Затова по отношение на властта няма едно Място на Големия Отказ – душата на бунта, фокуса на въстанието, чистия закон на революционера. Ами има отделни съпротиви: възможни, необходими, невероятни, спонтанни, диви, самотни, съгласувани, лакейски, насилствени, непримирими, готови на компромис, заинтересовани или готови на жертва съпротиви, които могат да съществуват само в стратегическото поле на отношенията на власт. (…) И както държавата се уповава на институционалната интеграция на отношенията на власт, така стратегическото кодиране на точките на съпротивата може да доведе до революция.“ 

### Антонио Грамши: Съпротивата като революционна утопия
Антонио Грамши определя съпротивата като революционна утопия, която се разраства от това, че се носи от субектите в главите на хората и в обществото: като борба за хегемония в гражданското общество, като пресечни точки в ансамбъла на техните отношения. Основа е теорията на Грамши за съзнателно действащите хора, която той развива от „Тезите относно Фойербах“ на Карл Маркс. От взаимоотношението между човешкото съзнание и обществената практика индивидът приема участие в организми, което той съзнателно извършва. „Затова може да се каже, че всеки става друг в такава степен, променя се, в каквато той променя съвкупността на отношенията, чиято пресечна точка е той, като околна среда се разбира ансамбълът на отношенията, които всеки отделен приема.“
Индивидите получават своята идентичност чрез своите действия, като се движат в, но и със своите отношения, отразяват техните противоречия и се вписват в тях. Капиталистическото общество е проникнато от хегемония, чрез която една класа успява да впише отделните хора в отношенията на зависимост. Това се случва на първо място не по принуда, а поради особен вид обществен авторитет, който обвързва индивидите в централни структури и институции и така ги поставя в съответствие с господстващия ред. Пространството за това съответствие е мнимата сфера извън господството, чиято главна функция е да осигурява съгласие на потиснатите с ценностите на господстващата класа. Това е гражданското общество, което от една страна трябва да запази равновесието на хегемонията, чрез непрекъснато възпроизвеждане на съответствието и при това ще стане място на борбата за освобождение
Съпротивата, която е борба за хегемония, се нуждае от „сърцата и главите“ на индивидите: субектите са изхода към промяната, на основата на съзнателно дейсващия човек. Но това означава също, че индивидите са (твърде) свикнали на колективност, за да разкрият противоречията в процесите на своите действия и да развият способност за критика, в смисъл, че те са пресечни точки в ансамбъла на своите отношения. 

### Пиер Будрьо: Съпротивата като колективен процес
Пиер Будрьо дефинира съпротивата наистина практически: Съпротива възниква тогава, когато конкурентните борби бъдат преодолени в полза на борби, които поставят под въпрос господстващия ред: чрез реални, ефективно мобилизирани сили, практически класи, които започват да действат колективно и публично в социалното поле.